# لويس سيبالوس إي فرنانديز دي كوردوبا
لويس سيبالوس إي فرنانديز دي كوردوبا (بالإسبانية: Luis Ceballos y Fernández de Córdoba)‏ هو عالم نبات إسباني، ولد في 31 يوليو 1896 في سان لورنزو دي الإسكوريال في إسبانيا، وتوفي في 26 سبتمبر 1967.